# Liste der Kulturdenkmale in Reichenbach im Vogtland
Die Liste der Kulturdenkmale in Reichenbach im Vogtland umfasst die Kulturdenkmale der Stadt Reichenbach im Vogtland. Sie ist eine Teilmenge der Liste der Kulturdenkmale im Vogtlandkreis.

## Liste der Kulturdenkmale in Reichenbach im Vogtland
Aufgrund der Vielzahl an Kulturdenkmalen ist die Liste in mehrere Unterlisten aufgeteilt.
- Liste der Kulturdenkmale in Brunn
- Liste der Kulturdenkmale in Friesen
- Liste der Kulturdenkmale in Mylau
- Liste der Kulturdenkmale in Obermylau
- Liste der Kulturdenkmale in Reichenbach im Vogtland (A–K)
- Liste der Kulturdenkmale in Reichenbach im Vogtland (L–Z)
- Liste der Kulturdenkmale in Rotschau
- Liste der Kulturdenkmale in Schneidenbach